# (12572) Sadegh
(12572) Sadegh (1999 NN8) – planetoida z pasa głównego asteroid okrążająca Słońce w ciągu 3,48 lat w średniej odległości 2,29 j.a. Odkryta 13 lipca 1999 roku.